# لوكاس ألفاريز
لوكاس ألفاريز (بالإسبانية: Lucas Álvarez)‏ (9 مارس 1994 بسان مارتن في الأرجنتين - ) هو لاعب كرة قدم أرجنتيني في مركز حراسة المرمى.

## وصلات خارجية
- لوكاس ألفاريز على موقع قاعدة بيانات كرة القدم.إي يو (الإنجليزية)
- لوكاس ألفاريز على موقع Soccerway.com (الإنجليزية)